# Batalha de Wittstock
A Batalha de Wittstock teve lugar no curso da Guerra dos Trinta Anos, nas proximidades da vila de Wittstock, no dia 4 de outubro de 1636 e opôs o exército sueco às forças aliadas do Sacro Império Romano-Germânico e do Eleitorado da Saxônia.

## Antecedentes
Após a Paz de Praga de 1635, João Jorge I da Saxônia abandonara o partido protestante para lutar ao lado do Imperador germânico contra a Suécia. Em março de 1636 os suecos, comandados por Johan Banér, e tendo Lennart Torstensson como imediato, invadiram a Saxônia e puseram o país a saque. Em junho, porém, o Eleitor João George foi socorrido por tropas imperiais comandadas pelo marechal Hatzfeld que, com superioridade numérica, iniciou implacável perseguição aos suecos. Banér seguiu para o norte  até se ver imprensado contra os pântanos insalubres da região que margeia o mar Báltico. Temendo perder definitivamente o norte da Alemanha ele parou a espera do adversário.

## A Batalha
Os imperiais porém não atacaram. Entrincheiraram-se sobre uma elevação precedida por uma longa faixa de floresta. Tradicionalmente calcula-se que Hatzfeld possuía cerca de 22 mil homens. Baner teria cerca de 16 mil, ou talvez um pouco mais. O marechal sueco logo percebeu que um ataque frontal seria impossível. Mas a atitude inerte e defensiva dos imperiais possibilitou aos suecos realizar um feito raro na história militar: um duplo envolvimento levado a cabo contra um defensor dotado de superioridade numérica.
Os suecos logo perceberam que a floresta, mais do que um obstáculo, era um meio de esconder seus movimentos. Recusando combater nas condições escolhidas pelo inimigo, Banér levou o grosso do seu exército contra o flanco esquerdo das forças imperiais e saxônicas. Para tanto, pôde contar com a competência de Lennart Torstensson que cuidou do transporte da artilharia sueca por caminhos difíceis, conseguindo alinhá-la a tempo para a batalha. Enquanto isto, escondidas pela floresta, duas colunas formadas por mercenários escoceses (coronéis Lesley e King), envolveriam os flancos adversários e atacariam pela retaguarda.
Os adversários perceberam a marcha de Banér e Torstensson e mudaram parcialmente sua frente em um ângulo de 90 graus, mas deixando boa parte dos canhões e das forças imperiais na posição original. O ataque da coluna de Torstensson apanhou os saxões ainda despreparados, mas o tempo corria contra o comandante sueco. O combate nesta frente foi aos poucos drenando as tropas imperiais do flanco oposto o que colocou Torstensson em apuros. Enquanto os escoceses faziam em segredo seu longo envolvimento, Banér e Torstensson suportaram um combate desigual, quase desesperado. Quando Lesley apareceu, atacou o flanco imperial mas sem resultado decisivo. Ao final da tarde, quando todos já estavam exaustos, surgiu King com suas tropas frescas sobre a retaguarda dos imperiais. O inimigo finalmente fraquejou, vendo-se forçado a recuar, abandonando 23 canhões.
Pela sua duração e pela perseverança sueca em esperar a chegada dos escoceses, mesmo quando tudo parecia perdido, Wittstock foi uma das mais sangrentas batalhas da Guerra dos Trinta Anos. Entre mortos, feridos e capturados as forças imperiais perderam mais de 60% de seus efetivos. Os suecos por sua vez perderam entre 3 mil e 5 mil soldados.

## Consequências e Discussões
A vitória de Banér, conquistada sobre forças superiores em número, permitiu à Suécia recobrar muito do prestígio perdido após a derrota de Nördlingen, dois anos antes. Os aliados da Suécia puderam também recobrar as esperanças. Banér ainda aproveitou para explorar a vitória, perseguindo os destroços do exército imperial, retomando cidades e voltando à Saxônia, onde montou seus quartéis de inverno às custas dos recursos do adversário. Hans Delbrück, renomado historiador alemão, considera que o duplo envolvimento das forças do Império e da Saxônia por um exército em inferioridade numérica faz de Wittstock “uma das mais extraordinárias batalhas da história mundial”.